# Institute of Electrical and Electronics Engineers
El Instituto de Ingenieros Eléctricos y Electrónicos (IEEE) es una asociación mundial de ingenieros dedicada a la normalización y el desarrollo en áreas técnicas. Con cerca de 425 000 miembros y voluntarios en 160 países, es la mayor asociación internacional sin ánimo de lucro formada por profesionales de las nuevas tecnologías, como ingenieros electricistas, ingenieros electrónicos, ingenieros de sistemas, ingenieros en computación, matemáticos aplicados, ingenieros en biomedicina, ingenieros en telecomunicación, ingenieros en mecatrónica, ingenieros en telemática, cibernéticos, ingenieros en software, etc.
Fue creado en 1884 por Thomas Alva Edison, Alexander Graham Bell, Franklin Leonard Pope y otros ingenieros. En 1963 adoptó el nombre de IEEE al fusionarse asociaciones con el AIEE (American Institute of Electrical Engineers) y el IRE (Institute of Radio Engineers).
Según el mismo IEEE, su trabajo es promover la creatividad, el desarrollo y la integración, compartir y aplicar los avances en las tecnologías de la información, electrónica y ciencias en general para beneficio de la humanidad y de los mismos profesionales. Algunos de sus estándares son:
- VHDL
- POSIX
- IEEE 1355
- IEEE 1394
- IEEE 1451

- IEEE 1471
- IEEE 1855
- IEEE 1905
- IEEE 488
- IEEE 802
- IEEE 802.11, IEEE 802.11w-2009
- IEEE 754, IEEE 754-2008 revisión

Mediante sus actividades de publicación técnica, conferencias y estándares basados en consenso, el IEEE dice que produce más del 30 % de la literatura publicada en el mundo sobre ingeniería eléctrica de potencia, electrónica, en computación, telecomunicaciones, telemática, mecatrónica y tecnología de control y robótica, biomédica y biónica, procesamiento digital de señales, sistemas energéticos, entre otras ramas derivadas y correspondientes a la Ingeniería Eléctrica; organiza más de 1000 conferencias al año en todo el mundo, y posee cerca de 900 estándares activos, con otros 700 más bajo desarrollo.

## Historia

### Orígenes
La fundación del IEEE se remonta a 1884 y al Instituto Americano de Ingenieros Eléctricos. En 1912, se formó el rival Instituto de Ingenieros de Radio. Aunque el AIEE era inicialmente más grande, el IRE atrajo a más estudiantes y fue más grande a mediados de los años 50. El AIEE y el IRE se fusionaron en 1963.
La sede del IEEE se encuentra en la ciudad de Nueva York, en el número 3 de Park Avenue, pero la mayor parte de sus actividades se realizan en el Centro de Operaciones del IEEE en Piscataway, Nueva Jersey, ocupado por primera vez en 1975.

### Crecimiento
El Instituto Americano de Ingenieros Eléctricos (AIEE) y el Instituto de Ingenieros de Radio (IRE) se fusionaron para crear el Instituto de Ingenieros Eléctricos y Electrónicos (IEEE) el 1 de enero de 1963. En ese momento, el grupo combinado contaba con 150.000 miembros, el 93% en Estados Unidos. En 2021 había 400.000 miembros, el 60% de los cuales se encontraban fuera de EE. UU.
La Sección Australiana del IEEE existió entre 1972 y 1985. Después de esta fecha, se dividió en secciones estatales y territoriales.

## Controversias

### Prohibición de Huawei
En mayo de 2019, el IEEE restringió a los empleados de Huawei la posibilidad de revisar artículos o manejar documentos como editores debido a las "graves implicaciones legales" de las sanciones del Gobierno federal de los Estados Unidos contra Huawei Como miembros de su organismo de establecimiento de normas, los empleados de Huawei podían seguir ejerciendo sus derechos de voto, asistir a reuniones de desarrollo de normas, presentar propuestas y comentar en debates públicos sobre nuevas normas. La prohibición provocó la indignación de los científicos chinos en las redes sociales. Algunos profesores de China decidieron cancelar sus afiliaciones.
El 3 de junio de 2019, el IEEE levantó las restricciones a las actividades editoriales y de revisión por pares de Huawei tras recibir la autorización del gobierno de Estados Unidos.

### Posición sobre el conflicto entre Rusia y Ucrania
El 26 de febrero de 2022, el presidente de la sección ucraniana del IEEE, Ievgen Pichkalov, hizo un llamamiento público a los miembros del IEEE para "congelar las actividades [del IEEE] y la membresía en Rusia" y solicitó "la reacción pública y la estricta desaprobación de la agresión de Rusia" del IEEE y de la Región 8 del IEEE. El 17 de marzo de 2022, un artículo en forma de entrevista de preguntas y respuestas con el miembro sénior del IEEE de Rusia (Siberia) Roman Gorbunov titulado "Una perspectiva rusa sobre la guerra en Ucrania" fue publicado en IEEE Spectrum para demostrar "la pluralidad de puntos de vista entre los miembros del IEEE" y las "opiniones que están en desacuerdo con la información internacional sobre la guerra en Ucrania". El 30 de marzo de 2022, la activista Anna Rohrbach creó una carta abierta al IEEE en un intento de que abordaran directamente el artículo, afirmando que el artículo utilizaba "narrativas comunes en la propaganda rusa" sobre la invasión rusa de Ucrania en 2022 y solicitando al IEEE Spectrum que reconociera "que han publicado involuntariamente una pieza que fomenta la desinformación y la propaganda rusa". Unos días más tarde se añadió una nota de los editores el 6 de abril con una disculpa "por no proporcionar el contexto adecuado en el momento de la publicación", aunque los editores no revisaron el artículo original.

## Sociedades
El IEEE se encuentra agrupado en treinta y ocho sociedades enfocadas en un área de trabajo específica.
Estas sociedades proveen publicaciones especializadas, conferencias y redes de negocio, entre otros servicios.
- IEEE Aerospace and Electronic Systems Society
- IEEE Antennas & Propagation Society
- IEEE Broadcast Technology Society
- IEEE Circuits and Systems Society
- IEEE Communications Society
- IEEE Components, Packaging & Manufacturing Technology Society
- IEEE Computational Intelligence Society
- IEEE Computer Society
- IEEE Consumer Electronics Society
- IEEE Control Systems Society
- IEEE Dielectrics & Electrical Insulation Society
- IEEE Education Society
- IEEE Electromagnetic Compatibility Society
- IEEE Electron Devices Society
- IEEE Engineering in Medicine and Biology Society
- IEEE Geoscience and Remote Sensing Society
- IEEE Industrial Electronics Society
- IEEE Industry Applications Society
- IEEE Information Theory Society
- IEEE Instrumentation & Measurement Society
- IEEE Intelligent Transportation Systems Society
- IEEE Magnetics Society
- IEEE Microwave Theory and Techniques Society
- IEEE Nuclear and Plasma Sciences Society
- IEEE Oceanic Engineering Society
- IEEE Photonics Society
- IEEE Power Electronics Society
- IEEE Power & Energy Society
- IEEE Product Safety Engineering Society
- IEEE Professional Communication Society
- IEEE Reliability Society
- IEEE Robotics and Automation Society
- IEEE Signal Processing Society
- IEEE Society on Social Implications of Technology
- IEEE Solid-State Circuits Society
- IEEE Systems, Man & Cybernetics Society
- IEEE Ultrasonics, Ferroelectrics & Frequency Control Society
- IEEE Vehicular Technology Society

## Normas y proceso de desarrollo
IEEE es una de las organizaciones líderes en la creación de estándares en el mundo. IEEE realiza sus estándares y mantiene las funciones a través de la Asociación de estándares IEEE . Estándares IEEE afectan a una amplia gama de industrias, incluyendo: potencia y energía, biomedicina y salud, tecnología de la información, las telecomunicaciones, el transporte, la nanotecnología, la seguridad de la información, y muchos más. En 2013, la IEEE tenía más de 900 estándares activos, con más de 500 normas en elaboración. Uno de los más notables estándares IEEE es la IEEE 802 LAN/MAN grupo de normas que incluye el estándar IEEE 802.3 Ethernet y el estándar IEEE 802.11 de red inalámbrica.
01023.56022.59975.
ITCA.sv

## Actividades educativas
El IEEE ofrece oportunidades de aprendizaje dentro de las ciencias de la ingeniería, la investigación y la tecnología.
IEEE ofrece oportunidades educativas como IEEE eLearning Library, el Programa Educativo de Socios (Education Partners Program), Standards en Educación (Standards in Education), y Unidades de Educación Continua (Continuing Education Units, CEUs) .
IEEE eLearning Library es una colección de cursos educativos en línea diseñados para el aprendizaje a ritmo propio. Education Partners, exclusivo para miembros del IEEE, ofrece programas de titulación, certificaciones y cursos en línea con un 10% de descuento. El sitio web Standards in Education explica qué son las normas y la importancia de desarrollarlas y utilizarlas. El sitio incluye módulos tutoriales e ilustraciones de casos para introducir la historia de las normas, la terminología básica, sus aplicaciones y su impacto en los productos, así como noticias relacionadas con las normas, reseñas de libros y enlaces a otros sitios que contienen información sobre las normas. En la actualidad, cuarenta estados de Estados Unidos exigen Horas de Desarrollo Profesional (PDH) para mantener la licencia de Ingeniero Profesional, animando a los ingenieros a buscar Unidades de Educación Continua (CEU) por su participación en programas de formación continua. Las CEUs se traducen fácilmente en Horas de Desarrollo Profesional (PDHs), siendo 1 CEU equivalente a 10 PDHs. Países fuera de los Estados Unidos, como Sudáfrica, también exigen créditos de desarrollo profesional continuo (DPC), y se prevé que los cursos IEEE Expert Now figuren en el listado de DPC para Sudáfrica.
IEEE también patrocina un sitio web diseñado para ayudar a los jóvenes a comprender mejor la ingeniería. Este sitio web permite a los estudiantes buscar programas de grado en ingeniería acreditados en Canadá y Estados Unidos.
A través del Comité de Actividades Estudiantiles, el IEEE facilita la colaboración entre las actividades estudiantiles y el resto de entidades del IEEEs.